# Nathalie Griesbeck

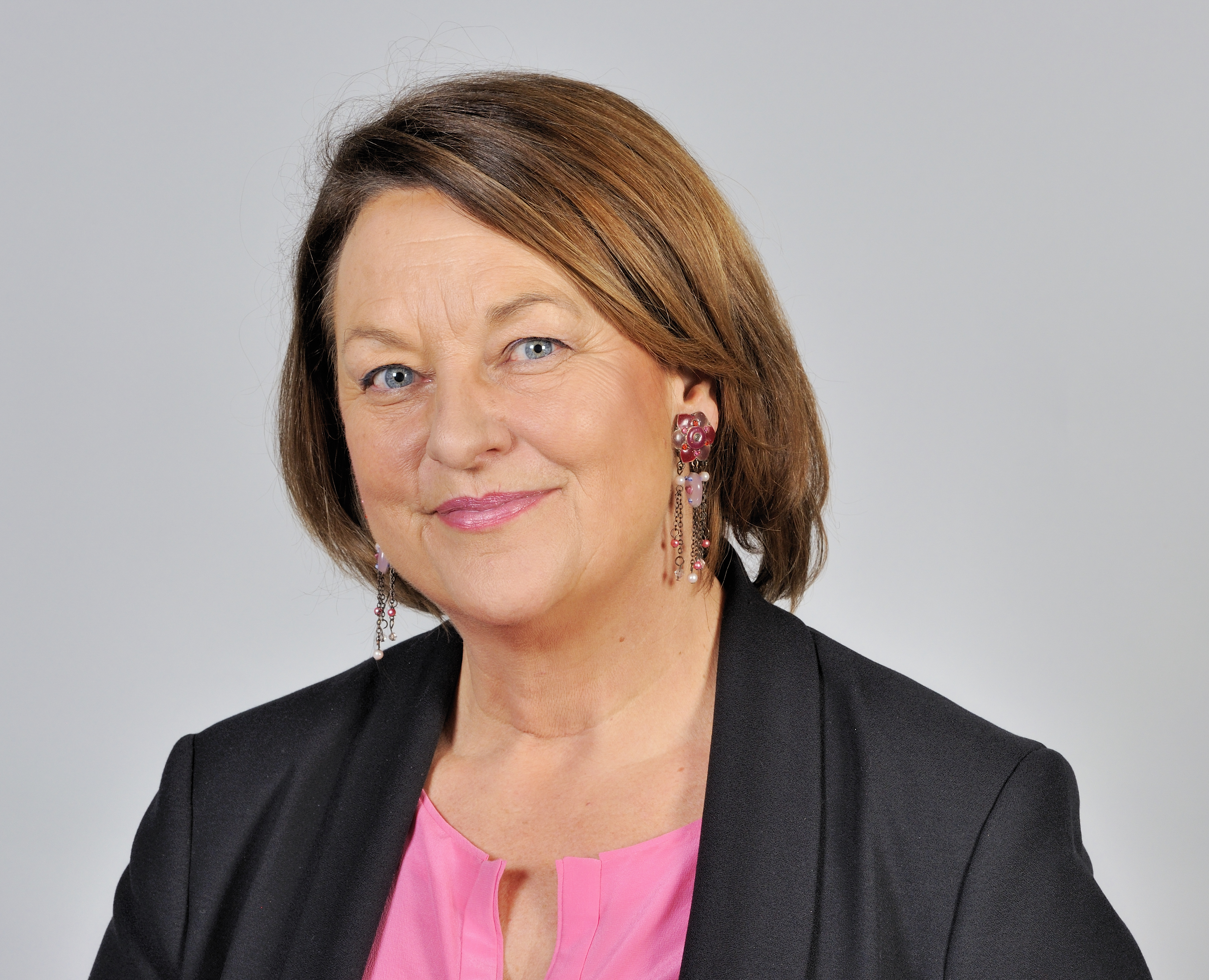
Nathalie Griesbeck (2014)

Nathalie Griesbeck (ur. 24 maja 1956 w Metzu) – francuska polityk, prawnik, eurodeputowana.

## Życiorys
Magisterium w zakresie prawa publicznego na Uniwersytecie w Nancy (w 1979). Odbyła też studia podyplomowe (DEA) z prawa publicznego i historii prawa. Pracowała jako wykładowca akademicki na Université de Metz. Od 1983 obejmowała funkcje w administracji terytorialnej. Była radną, zastępcą i pierwszym zastępcą mera Metzu, a także radną departamentu Mozela.
W wyborach z 2004 uzyskała mandat posła do Parlamentu Europejskiego. Przystąpiła do grupy Porozumienia Liberałów i Demokratów na rzecz Europy.
W 2007 w okresie przekształceń UDF poparła jej przewodniczącego François Bayrou, wstępując do Ruchu Demokratycznego. W 2009 kandydowała do PE na kolejną kadencję, mandat deputowanej utrzymała dzięki rezygnacji z jego objęcia dokonanej przez lidera okręgowej listy MoDem, Jeana-François Kahna. W 2014 z powodzeniem ubiegała się o europarlamentarną reelekcję.